# Heterolepidoderma tenuisquamatum
Heterolepidoderma tenuisquamatum är en djurart som tillhör fylumet bukhårsdjur, och som beskrevs av Kisielewski 1981. Heterolepidoderma tenuisquamatum ingår i släktet Heterolepidoderma och familjen Chaetonotidae. Inga underarter finns listade i Catalogue of Life.